# Emil Krause (Fußballspieler, 1950)
Emil Krause (* 25. Oktober 1950) ist ein ehemaliger deutscher Fußballspieler.

## Karriere

### Vereine
Krause spielte zunächst für den SV Arminia Hannover, wo er zum Juniorenauswahlspieler avancierte, und ging später zum Lokalrivalen OSV Hannover, mit dem er unter Trainer Gerd Bohnsack in die zweitklassige Regionalliga aufstieg. In der Saison 1972/73 lief er für den OSV Hannover in der seinerzeit zweitklassigen Regionalliga Nord und zweimal im Wettbewerb um den DFB-Pokal in den beiden mit 0:6 und 0:3 verlorenen Erstrundenspielen gegen Hertha BSC auf, bevor er sich nach Österreich veränderte.
Von 1973 – letztmals in der Nationalliga – und von
1974 bis 1978 in der Bundesliga, gehörte er dem SK Rapid Wien an. In seiner ersten Saison kam er bereits im Europapokal der Pokalsieger (Fußball) zum Einsatz. Er bestritt die beiden Zweitrundenspiele am 24. Oktober und 7. November 1973 gegen den AC Mailand. In der Nationalliga bestritt er 29 Punktspiele, debütierte am 22. August 1973 (2. Spieltag) beim 6:4-Sieg im Heimspiel gegen den Donawitzer SV Alpine und erzielte sein einziges Saisontor am 30. März 1974 (22. Spieltag) beim 2:2-Unentschieden im Auswärtsspiel gegen den SK VÖEST Linz mit dem Treffer zum Endstand in der 70. Minute. Mit dem dritten Platz am Saisonende war seine Mannschaft für den UEFA-Pokal-Wettbewerb 1974/75 qualifiziert. Er bestritt die beiden Erstrundenspiele gegen Aris Saloniki und die beiden Zweitrundenspiele gegen den FK Velež Mostar. In der Premierensaison der Bundesliga reichte Platz 3 erneut um internationale Pokalspiele zu bestreiten, doch gegen Galatasaray Istanbul war nach beiden Erstrundenbegegnungen der Wettbewerb beendete. Am Saisonende 1975/76 erneut Dritter in der Österreichischen Meisterschaft und – im siegreichen Finale um den ÖFB-Cup eingesetzt – bestritt er erneut zwei Spiele im Wettbewerb der Pokalsieger; die beiden Erstrundenspiele gegen Atlético Madrid reichten nicht zum Weiterkommen. 1977 – erstmals Zweiter der Österreichischen Meisterschaft – war das Jahr seiner letzten internationalen Spiele; im UEFA-Pokal-Wettbewerb schied er mit seiner Mannschaft erneut nach der 1. Runde aus – diesmal gegen den FK Inter Bratislava. Erneut Zweitplatzierter am Saisonende 1977/78, nach insgesamt 154 Punktspielen und vier Toren (davon 125 Punktspiele und drei Tore in der Bundesliga) und 17 nationalen Pokalspielen, verließ er die Mannschaft und kehrte nach Deutschland zurück.
Nach Deutschland zurückgekehrt, bestritt er für den SV Arminia Hannover in der Saison 1978/79 26 Punktspiele in der Gruppe Nord der seinerzeit zweigleisigen 2. Bundesliga und ein einziges in der Folgesaison, an dessen Ende der Abstieg in die Oberliga Nord feststand.

### Nationalmannschaft
Krause nahm 1969 mit der DFB-Jugendauswahl „A“ am UEFA-Juniorenturnier in der Deutschen Demokratischen Republik teil und wurde in zwei Spielen eingesetzt. Sein Debüt als Nationalspieler gab er am 20. Mai in Zeitz bei der 0:1-Niederlage gegen die Auswahl Frankreichs mit Einwechslung für Klaus Hommrich. Zwei Tage später kam er im thüringischen Altenburg beim 2:1-Sieg über die Auswahl Spaniens während der gesamten Spielzeit zum Einsatz.

## Erfolge
- Zweiter Österreichische Meisterschaft 1977, 1978
- ÖFB-Cup-Sieger 1976, -Halbfinalist 1974